# Špaček rezavobřichý
Špaček rezavobřichý (Sturnia malabarica) je pěvec z čeledi špačkovitých. Jedná se o celoročně stálý nebo částečně stěhovavý druh vyskytující se v zalesněných oblastech Indie a jihovýchodní Asie.

## Popis
Dospělý jedinec dosahuje délky zhruba 20 cm. Má šedou hlavu a svrchní část těla, břicho a krk jsou světlejší, ocas je zespodu rezavolesklý. Zobák je na počátku modrý se žlutou špičkou.

## Taxonomie a nomenklatura
Českým synonymem je špaček šedohlavý.
Původně byl tento druh popsán a zařazen do rodu Temenuchus jako Temenuchus malabaricus. Později by řazen do rodu Sturnus. Na základě novějších poznatků byl přeřazen do rodu Sturnia.
Rozlišují se dva poddruhy:
- S. m. malabarica – severovýchodní Indie, Nepál , Bhútán , Bangladéš a severozápadní Barma
- S. m. nemoricola – jižní Čína , Tchaj-wan , Barma, Thajsko , Laos , Vietnam a Kambodža

Jako další poddruh bývá někdy uváděn podobný špaček Sturnia blythii, který nemá české jméno, ale anglicky se nazývá „Malabar starling“ – v překladu „špaček malabarský“, což může vyvolat určité nedorozumění. Tento špaček se vyznačuje téměř bílou hlavou. Na územích společného výskytu těchto druhů nebyli zaznamenáni žádní kříženci.

## Způsob života
Špaček rezavobřichý si vytváří hnízda z větviček a vegetace v dutinách stromů, klade 3 až 5 vajec. Živí se především hmyzem a jeho larvami, nektarem z květů a ovocem. Potravu sbírá ve větvích a na zemi, nebo chytá hmyz za letu.